# Johann Friedrich Klotzsch
Johann Friedrich Klotzsch (ur. 9 czerwca 1805 w Wittenberdze, zm. 5 listopada 1860 w Berlinie) – niemiecki lekarz, farmaceuta, botanik i mykolog.

## Życiorys
Po ukończeniu prywatnej szkoły w swojej rodzinnej miejscowości w wieku 14 lat zaczął uczyć się farmaceutyki w Bad Düben. Dalsze studia farmakologiczne i botaniczne kontynuował w Berlinie. W latach 1830–1832 przebywał w Anglii, gdzie pracował w Kew Gardens. William Jackson Hooker powierzył mu nadzór nad zielnikiem, dzięki czemu mógł się wiele nauczyć z zakresu botaniki i mykologii. W 1832 r. wrócił do Niemiec. W 1834 r. został zatrudniony jako asystent ówczesnego dyrektora przy berlińskim zielniku. Na jego podstawie napisał pracę o grzybach „Herbarium vivum mycologicum. sistens Fungorum per totam Germaniam crescentium collectionem porfectam. W 1834 K. podróżował przez Saksonię, Czechy i Austrię do Styrii i na Węgry. Z tej podróży przywiózł nowe rośliny do zielnika berlińskiego i został zatrudniony jako pierwszy jego kustosz. Pracował na tym stanowisku aż do śmierci i podczas tej pracy uzyskał tytuł doktora filozofii i medycyny. Wraz z J.H.F. Linkiem odbył drugą podróż do Anglii i Szkocji. Został członkiem Niemieckiej Akademii Przyrodników Leopoldina, a w 1851 r. pełnoprawnym członkiem Berlińskiej Akademii Nauk. Kilka tygodni przed śmiercią uzyskał tytuł profesora. Zmarł po długiej i ciężkiej chorobie w wieku 55 lat.

## Praca naukowa
Klotzsch był autorem licznych prac naukowych. Interesowała go szczególnie tzw. botanika i mykologia stosowana. Pisał wiele artykułów do czasopism rolniczych, artykułów o roślinach leczniczych używanych w farmakologii i roślinach ogrodowych. Zdobył dla zielnika berlińskiego liczne okazy roślin i grzybów. Przyczynił się do tego, że zielnik ten stał się jednym z największych takich zbiorów w Europie.
W naukowych nazwach utworzonych przez niego taksonów dodawane jest jego nazwisko Klotzsch.